# Parakseneuridae
Parakseneuridae (лат.) — семейство вымерших насекомых из отряда сетчатокрылых, насчитывающее 15 видов в составе трех родов (Parakseneura, Pseudorapisma и Shuraboneura). Известно из юрских отложений Киргизии и Китая. Parakseneuridae — это крупные насекомые с крыльями длиной 50—75 мм и примитивным типом жилкования. Отличительный признак Parakseneura — волнистый задний край крыла (похожее строение он имеет также у юрских сетчатокрылых Saucrosmylidae). У Pseudorapisma и Shuraboneura задний край крыла гладкий, без выступов.